# NGC 1565
NGC 1565 este o intermediate spiral galaxy⁠(d) situată în constelația Eridanul. A fost descoperită în 12 noiembrie 1885 de către Francis Leavenworth.